# 小山市立小山第三中学校
小山市立小山第三中学校（おやましりつ おやまだいさんちゅうがっこう）は、栃木県小山市犬塚にある公立中学校。

## 概要
本校は小山市中心部よりやや東部に位置した場所にある。1980年4月に創立。生徒数810名、学級数27クラス（2016年度）で、栃木県南地区の中学校で1番の大規模校である｡
2013年から「はるかのひまわり絆プロジェクト」に取り組んでおり、校庭にヒマワリを栽培している。2015年5月には、本校で育てたヒマワリの種を近隣中学校である小山市立小山城南中学校に寄付している。

## 沿革
- 1980年4月1日 - 創立[4]
- 1981年3月7日 - 創立1周年 校歌制定・校旗樹立記念式典
- 1984年3月18日 - 格技場完成
- 1992年10月20日 - 校舎増築
- 2005年8月1日 - 文部科学省の武道の体育授業・運動部活動相互連携に関する研究指定
- 2006年11月16日 - 文部科学省から全国学校体育研究優良校表彰
- 2015年4月 - 第二格技場の完成[5]

## 教育方針
- 教育目標
  - 自ら学び、正しい判断ができる、優しく元気な生徒

## 学校行事
- 修学旅行（3年生）
- 宿泊学習（2年生）
- 校外学習（1年生）
- 運動会
- 三中祭（文化祭）
- 駅伝大会
- 入学式
- 卒業式

## 部活動
太字は、過去に全国・関東大会で入賞している部活である。

### 運動部
- 野球部（男子）
- ソフトボール部（女子）
- サッカー部（男子）
  - 2017年度の総体では全国大会に出場している。
- 陸上競技部
- 剣道部
  - 男子団体では、全国中学校剣道大会で2度（1993年、1994年）優勝している。
- ハンドボール部
- バスケットボール部
- 卓球部
- バドミントン部
- 柔道部
- ソフトテニス部
- バレーボール部（女子）
- 水泳部
- ダンス部

### 文化部
- 吹奏楽部
- 美術部
- 読書部
- 家庭部
- 英語部
- 情報技術部

## 施設
- 鉄筋3階建て校舎
- 体育館（1つ）
- 格技場（2つ）
- 屋外水泳場

## 通学区域
通学区域は以下の通りである。
小山市
- 土塔
- 犬塚
- 犬塚1-5丁目

- 城北3丁目の一部、4丁目の一部
- 中久喜
- 中久喜1-5丁目

- 横倉新田の一部
- 駅東通り1-2丁目
- 城東1-7丁目

## 進学前小学校
- 小山市立大谷北小学校
- 小山市立小山城東小学校
- 小山市立小山城北小学校

## 関係者

### 出身者
- 石黒英雄（俳優）
- 中野雄太（音楽家）
  - 本校の生徒会イメージソングを学生時代の時に作曲している。
- 北村悠（俳優）[8]
- CLIEVY（歌手、C&Kのメンバー）
- 三丸拡（プロサッカー選手）

## 周辺施設
- イオンモール小山
- 小山市立大谷北小学校
- 小山工業高等専門学校